# Witkopgrasmineermot
De witkopgrasmineermot (Elachista albifrontella) is een vlinder uit de familie grasmineermotten (Elachistidae). De wetenschappelijke naam werd gepubliceerd in 1817 door Hübner.
De soort komt voor in Europa.